# Winzerverein Deidesheim

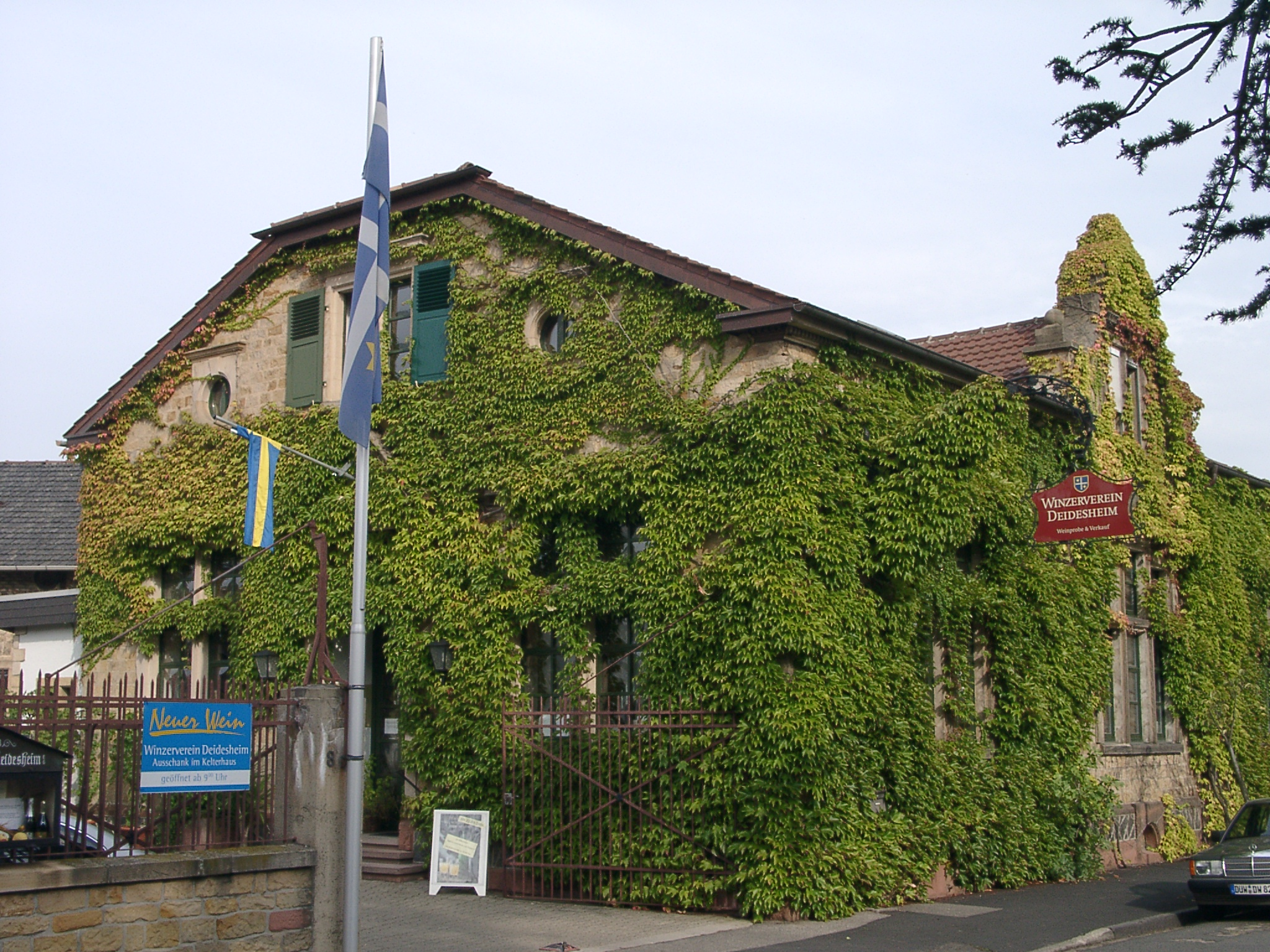
Proben- und Verkaufsgebäude des Winzervereins Deidesheim

Der Winzerverein Deidesheim eG ist die älteste Winzergenossenschaft der Pfalz mit Sitz in Deidesheim an der Deutschen Weinstraße. Es werden etwa 160 ha Weinbergsfläche bewirtschaftet.

## Weine
Die meistangebaute Rebsorte ist der Riesling, mit 67 % der gesamten Rebfläche. Darüber hinaus runden Grauburgunder, Weißburgunder, Chardonnay, Rivaner, Gewürztraminer, Sauvignon Blanc und weitere   den Rebsortenspiegel bei den Weißweinen ab. Die Rotweinklassiker Dornfelder, Spätburgunder und Blauer Portugieser werden ergänzt durch Rebsorten wie Merlot und Cabernet Sauvignon. Die gesamte Jahresproduktion – im Durchschnitt ca. 1,5 Mio. Liter Wein – wird ausschließlich als Flaschenwein oder Sekt vermarktet. Rund 35 % (inklusive Versand) des Flaschenabsatzes werden direkt im Probier- und Verkaufsraum „Weinparadies“ getätigt. Ungefähr 55 % werden über den Fachhandel, die Gastronomie und den regionalen Lebensmittelhandel vermarktet, rund 10 % gehen in den Export.

## Geschichte

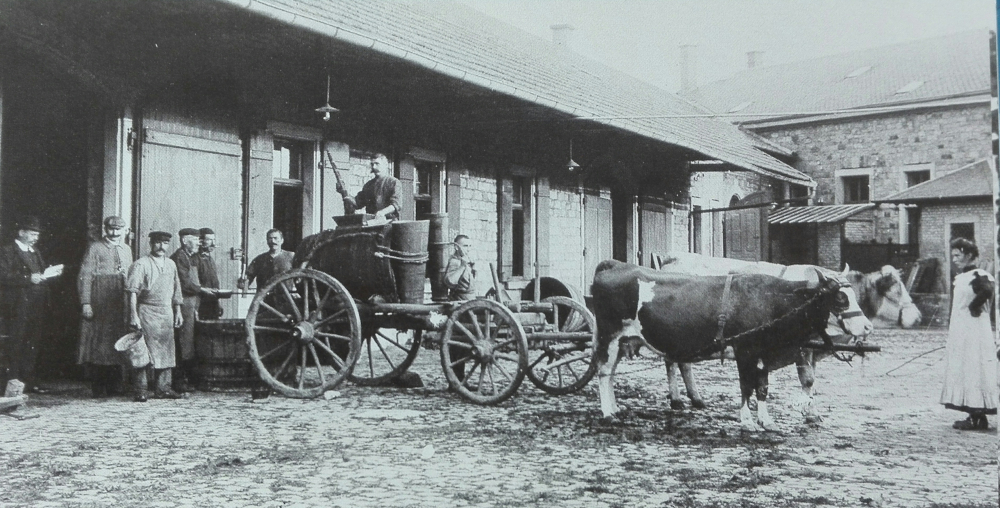
Anlieferung von Trauben (um 1910)

An der Wende zum 20. Jahrhundert befanden sich die Deidesheimer Kleinwinzer in einer Krise. Viele waren durch Missernten und Abhängigkeiten im Rahmen der Vermarktung ihrer Moste hoch verschuldet. „Nur durch die Gründung von Winzervereinen kann diese Notlage beseitigt werden“, führte Johannes Mungenast bei Versammlungen des Raiffeisenverbandes an. Am 16. September 1898 lud Mungenast zur Gründungsversammlung ins Gasthaus zum „Bayerischen Hof“ (heute Ratskeller) ein. 45 Winzer erschienen, die den Winzerverein Deidesheim als erste so genannte Herbstgenossenschaft der Pfalz konstituierten und damit die älteste Winzergenossenschaft der Pfalz gründeten.
Im April 1899 erwarb man einen Bauplatz in der Nähe des Bahnhofs und begann mit dem Bau von Keller und Kelterhaus in der Prinz-Rupprecht-Straße. Johannes Mungenast leitete die Geschicke des Vereins von 1901 bis 1905. Am 4. Juni 1902 besuchte der bayerische Prinz Ludwig, später König Ludwig III., Deidesheim und besichtigte auch den Winzerverein. Die aktiven Mitglieder bewirtschaften heute ca. 160 ha Weinberge, die am Rande der Haardt liegen. Zu ihnen gehören unter anderem die Lagen Paradiesgarten, Herrgottsacker, Kieselberg, Grainhübel, Leinhöhle und Mäushöhle in Deidesheim; Ungeheuer in Forst, sowie Reiterpfad in Ruppertsberg.